# Радомишль-Великий (гміна)
Гміна Радомишль-Великий (пол. Gmina Radomyśl Wielki) — місько-сільська гміна у східній Польщі. Належить до Мелецького повіту Підкарпатського воєводства.
Станом на 31 грудня 2011 у гміні проживало 14103 особи.

## Територія
Згідно з даними за 2007 рік площа гміни становила 159.64 км², у тому числі:
- орні землі: 73.00%
- ліси: 20.00%

Таким чином, площа гміни становить 18.14% площі повіту.

## Населення
Станом на 31 грудня 2011:
| Опис     | Загалом | Загалом | Чоловіки | Чоловіки | Жінки | Жінки |
| -------- | ------- | ------- | -------- | -------- | ----- | ----- |
| одиниця  | осіб    | %       | осіб     | %        | осіб  | %     |
| все      | 14103   | 100     | 7068     | 50.12    | 7035  | 49.88 |
| міське   | 3047    | 100     | 1479     | 48.54    | 1568  | 51.46 |
| сільське | 11056   | 100     | 5589     | 50.55    | 5467  | 49.45 |

## Сусідні гміни
Гміна Радомишль-Великий межує з такими гмінами: Вадовіце-Ґурне, Жиракув, Мелець, Пшецлав, Радґощ, Чорна.